# 法加利
法加利（英語：Fagali'i）是薩摩亞群島烏波盧島的一個村莊，位於阿皮亞東南約5公里處。法加利的人口為1439人。
法加利機場由玻里尼西亞航空公司擁有和運營。
2009年7月1日，玻里尼西亞航空公司重新開放法加利機場，並恢復包括飛往美屬薩摩亞首府帕果帕果的國際航班的服務。
重新開放機場的提議引起了爭議，並因機場配置的安全和環境問題以及如果該計劃失敗給當地社區帶來的潛在負擔而受到批評。